# غونار بارلوند
غونار بارلوند (بالفنلندية: Gunnar Bärlund)‏ (9 يناير 1911 – 2 أغسطس 1982) هو ملاكم فنلندي راحل، مثّل بلاده في الألعاب الأولمبية الصيفية 1932.

## روابط خارجية
غونار بارلوند على موقع بوكس ريك (الإنجليزية) (registration required)
- غونار بارلوند على موقع أوليمبيديا (الإنجليزية)